# Josef Salvat
Ne doit pas être confondu avec Joseph Salvat.
Pour les articles homonymes, voir Salvat.
Josef Salvat, né le 28 octobre 1988 à Sydney, est un chanteur australien. Il se fait connaître pour sa reprise de Diamonds de Rihanna en 2014. En 2015, il sort son premier album studio Night Swim dont est extrait Open Season.

## Biographie
Il se fait connaître du grand public lorsque Sony utilise sa reprise de Diamonds pour promouvoir son nouveau produit.
Il chante en anglais, mais aussi en français, dans sa chanson Open Season (Une autre saison), dans Paradise (Le paradis nous trouvera) ainsi que dans sa reprise de Week-end à Rome.
Son premier album, Night Swim, sort le 23 octobre 2015 en France et le 19 février 2016 dans le monde, sous plusieurs formes (vinyle, deluxe). La version deluxe contient 16 titres au lieu de 12 sur la version standard.

## Discographie

### Album studios
| Titre                           | Version       | Détail de l'album                                                              | Pistes |
| ------------------------------- | ------------- | ------------------------------------------------------------------------------ | --- |
| Night Swim                      | Française     | - Sortie : 23 octobre 2015 - Label : Sony Music - Formats : CD, téléchargement | 1. Open Season (Une autre Saison) 2. Hustler 3. PunchLine 4. Till I Found You 5. Constant Runners 6. Night Swim 7. Closer 8. Shoot and Run 9. The Days 10. Paradise (Le paradis nous trouvera) 11. A Better Word 12. Diamonds 13. Week-end à Rome                                        |
| Night Swim                      | International | - Sortie : 19 février 2016 - Label : Sony Music - Formats : CD, téléchargement | 1. Open Season 2. Paradise 3. Hustler 4. "PunchLine" 5. "Closer" 6. "Till I Found You" 7. "Shoot and Run" 8. "Constant Runners" 9. "Night Swim" 10. "The Days" 11. "Every Night" 12. "A Better World" Version Deluxe : 13. "Secret" 14. "This Life" 15. "Diamonds" 16. "In the audience" |
| modern anxiety (la vie moderne) | Française     | - Sortie : 15 mai 2020 - Label : Sony Music - Formats : CD, téléchargement     | 1. "modern anxiety (la vie moderne)" 2. "call on me" 3. "in the afternoon (donne-moi rendez-vous)" 4. "alone" 5. "playground love" 6. "melt" 7. "no vacancies" 8. "paper moons" 9. "human" 10. "enough" 11. "modern anxiety" 12. "in the afternoon"                                      |

### Singles
- Diamonds (2014)
- Hustler (2015)
- Open Season (Une Autre Saison) / Open season (2015)
- Till I Found You (2015)
- Paradise (2015)
- modern anxiety (2019)
- in the afternoon (2020)
- paper moons (2020)
- First Time (2020)
- The Drum (2021)
- I'm sorry(pardonne moi) (2021)

## Participations
- 2016 : Pour la femme veuve qui s'éveille sur l'album Balavoine(s)

## Tournée

### Night Swim Tour
Le Night Swim Tour, est la première tournée de l'artiste australien Josef Salvat. Il s'agit également de la première partie de concerts permettant la promotion de l'album Night Swim (version française). La tournée commence une semaine après la sortie de l'album soit le 31 octobre 2015. Josef y chante toutes les pistes présentes sur l'album ainsi que des exclus, qui se trouveront dans la version internationale qui sortira elle en février 2016.
| Date        | Ville     | Pays     | Salle                 |
| ----------- | --------- | -------- | --------------------- |
| 31 octobre  | Rotterdam | Pays-Bas | Rotown                |
| 2 novembre  | Lille     | France   | Le Splendid           |
| 4 novembre  | Bruxelles | Belgique | Botanique - Orangerie |
| 5 novembre  | Amsterdam | Pays-Bas | Melkweg               |
| 8 novembre  | Paris     | France   | Le Trianon            |
| 10 novembre | Lyon      | France   | Salle du Kao          |
| 11 novembre | Toulouse  | France   | Le Bikini             |
| 13 novembre | Marseille | France   | Espace Julien         |

Une seconde partie de la tournée est prévu en mars 2016 :
| Date    | Ville      | Pays        | Salle              |
| ------- | ---------- | ----------- | ------------------ |
| 5 mars  | Édimbourg  | Royaume-Uni | Electric Circus    |
| 6 mars  | Manchester | Royaume-Uni | Manchester Gorilla |
| 8 mars  | Londres    | Royaume-Uni | Heaven             |
| 10 mars | Bristol    | Royaume-Uni | Thekla             |
| 11 mars | Birmingham | Royaume-Uni | O2 Academy 3       |
| 12 mars | Brighton   | Royaume-Uni | The Haunt          |
| 14 mars | Berlin     | Allemagne   | Le Lido            |
| 15 mars | Munich     | Allemagne   | Strom              |
| 17 mars | Cologne    | Allemagne   | Luxor              |
| 19 mars | Francfort  | Allemagne   | Zoom               |
| 21 mars | Zurich     | Suisse      | Plaza Club         |
| 22 mars | Lausanne   | Suisse      | Les Docks          |
| 23 mars | Strasbourg | France      | La Laiterie        |

## Vie personnelle

### Expression en français
Joseph Salvat explique dans une interview qu'il chante également en français car il a écouté beaucoup d'artistes français dans son enfance. Il évoque également une année d'échange scolaire passée en France. 